# Biltine
Biltine – miasto w Czadzie, stolica regionu Wadi Fira, departament Biltine; 11 000 mieszkańców (2005), położone ok. 670 km na północny wschód od Ndżameny.
W Biltine urodził się Issa Serge Coelo, czadyjski reżyser, który zdobył międzynarodową sławę i uznanie.
Działa tu lotnisko